# Euro-City-Cup 1995/96
Am Euro-City-Cup 1995/96 nahmen 34 Handball-Vereinsmannschaften teil, die sich in der vorangegangenen Saison in ihren Heimatländern qualifiziert hatten. Es war die 3. Austragung des City Cups. Titelverteidiger war TV Niederwürzbach. Die Pokalspiele begannen am 9. September 1995 und das zweite Finalspiel fand am 27. April 1996 statt. Im Finale konnte sich Drammen HK gegen SG VfL/BHW Hameln durchsetzen.

## Modus
Der Wettbewerb startete mit 2 Spielen in einer Ausscheidungsrunde. Die Sieger zogen in das Sechzehntelfinale ein, in der weitere, höher eingestufte, Mannschaften einstiegen. Alle Runden inklusive des Finales wurden im K.-o.-System mit Hin- und Rückspiel durchgeführt. Der Gewinner des Finales war Euro-City-Cup-Sieger der Saison 1995/96.

## Ausscheidungsrunde
|                | Gesamt |                    | Hinspiel | Rückspiel |
| -------------- | ------ | ------------------ | -------- | --------- |
| Ajax København |        | Dragūnas Klaipėda  |          |           |
| Mornar Bar     | 42:32  | Belasiza Petritsch | 26:15    | 16:17     |

## Sechzehntelfinals
|                     | Gesamt  |                         | Hinspiel | Rückspiel |
| ------------------- | ------- | ----------------------- | -------- | --------- |
| Spartak Baku        |         | RK Siscia Sisak         |          |           |
| KH Kopřivnice       | 50:54   | SG VfL/BHW Hameln       | 28:25    | 22:29     |
| Blauw-Wit Neerbeek  | 35:54   | BM Gáldar               | 15:29    | 20:25     |
| Povardarie Negotino | 45:53   | UMFA Mosfellsbær        | 22:18    | 23:35     |
| Universitatea Bacau | 37:58   | PSG-Asnières            | 16:29    | 21:29     |
| Elitzur Herzlia     | 37:54   | IFK Skövde HK           | 19:26    | 18:28     |
| RK Rudis Rudar      | 44:60   | TV Niederwürzbach       | 26:30    | 18:30     |
| ZMC Amicitia Zürich | 57:49   | Sporting Lissabon       | 30:19    | 27:30     |
| ESN Vrilissia       | 47:47 * | SSV Brixen              | 29:22    | 18:25     |
| SKP Bratislava      | 56:36   | CHEV Handball Diekirch  | 33:16    | 23:20     |
| Zaglebie Lubin      | 72:52   | Cyprus College          | 36:23    | 36:29     |
| Dragūnas Klaipėda   | 40:70   | Lokomotiv Tscheljabinsk | 19:30    | 21:40     |
| SC Szeged           | 65:39   | Beşiktaş Istanbul       | 35:17    | 30:22     |
| Drammen HK          | 71:36   | Amirani Tbilisi         | 37:15    | 34:21     |
| Mornar Bar          | 43:40   | HC Browary              | 29:20    | 14:20     |
| KTSV Eupen          | 51:53   | HC Fivers Margareten    | 30:26    | 21:27     |

## Achtelfinals
|                     | Gesamt  |                         | Hinspiel | Rückspiel |
| ------------------- | ------- | ----------------------- | -------- | --------- |
| BM Gáldar           | 56:47   | ŠKP Bratislava          | 31:24    | 25:23     |
| PSG-Asnières        | 40:43   | Drammen HK              | 22:22    | 18:21     |
| ZMC Amicitia Zürich | 55:55 * | Lokomotiv Tscheljabinsk | 27:19    | 28:36     |
| TV Niederwürzbach   | 60:62   | SC Szeged               | 31:33    | 29:29     |
| RK Siscia Sisak     | 55:48   | Mornar Bar              | 28:20    | 27:28     |
| SG VfL/BHW Hameln   | 52:46   | HC Fivers Margareten    | 27:19    | 25:27     |
| IFK Skövde HK       | 40:31   | SSV Brixen              | 22:15    | 18:16     |
| UMFA Mosfellsbær    | 59:41   | Zaglebie Lubin          | 30:18    | 29:23     |

## Viertelfinals
|                     | Gesamt |                   | Hinspiel | Rückspiel |
| ------------------- | ------ | ----------------- | -------- | --------- |
| Drammen HK          | 42:39  | UMFA Mosfellsbær  | 22:14    | 20:25     |
| ZMC Amicitia Zürich | 51:59  | SG VfL/BHW Hameln | 29:26    | 22:33     |
| RK Siscia Sisak     | 42:65  | SC Szeged         | 20:27    | 22:38     |
| BM Gáldar           | 48:51  | IFK Skövde HK     | 26:23    | 22:28     |

## Halbfinals
|                   | Gesamt |            | Hinspiel | Rückspiel |
| ----------------- | ------ | ---------- | -------- | --------- |
| IFK Skövde HK     | 36:37  | Drammen HK | 24:17    | 12:20     |
| SG VfL/BHW Hameln | 53:48  | SC Szeged  | 26:22    | 27:26     |

## Finale
Das Hinspiel fand am 20. April 1996 in Hameln statt und das Rückspiel am 27. April 1996 in Drammen.
|                   | Gesamt |            | Hinspiel | Rückspiel |
| ----------------- | ------ | ---------- | -------- | --------- |
| SG VfL/BHW Hameln | 42:49  | Drammen HK | 21:22    | 21:27     |